# Sil·labari inuktitut

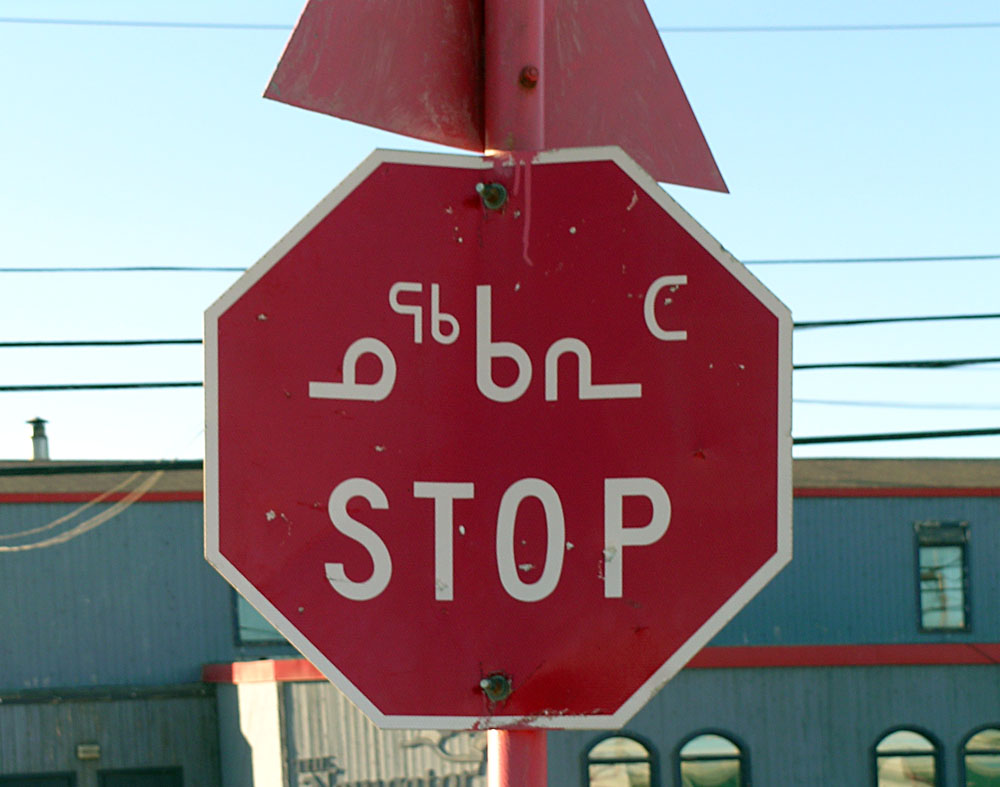
Signe d'estop en aquest sil·labari

El sil·labari inuktitut va ser un tipus de sil·labari desenvolupat a la fi de la dècada de 1870 com el mètode d'escriptura de l'Inuktitut, i ha estat utilitzat a l'àrtic oriental, tret de Labrador. A l'àrtic occidental i Alaska s'usen caràcters llatins.
El sil·labari inuktitut original va ser adaptat pels missioners anglicans John Horden i E.A. Watkins a partir del sil·labari que el reverend James Evans va crear per a l'idioma cree que, al seu torn, era una modificació del que ell mateix havia creat abans per l'ojibwa. El missioner Edmund Peck s'encarregaria de difondre-ho per tot el territori inuit.

## Sil·labari
La versió actual del sil·labari, que rep el nom de titirausiq nutaaq (en Inuktitut: ), va ser adoptada en 1976 per l'Institut de la Cultura Inuit i és una versió modificada i adaptada del sil·labari creat al segle xix.
| Curta | Trans. |  | Curta | Llarga | Trans. |  | Curta | Llarga | Trans. |  | Curta | Llarga | Trans |  | Final | Trans. |
| ----- | ------ |  | ----- | ------ | ------ |  | ----- | ------ | ------ |  | ----- | ------ | ----- |  | ----- | ------ |
| ᐁ     | ai     |  | ᐃ     | ᐄ      | i      |  | ᐅ     | ᐆ      | u      |  | ᐊ     | ᐋ      | a     |  | ᐦ     | h      |
| ᐯ     | pai    |  | ᐱ     | ᐲ      | pi     |  | ᐳ     | ᐴ      | pu     |  | ᐸ     | ᐹ      | pa    |  | ᑉ     | p      |
| ᑌ     | tai    |  | ᑎ     | ᑏ      | ti     |  | ᑐ     | ᑑ      | tu     |  | ᑕ     | ᑖ      | ta    |  | ᑦ     | t      |
| ᑫ     | kai    |  | ᑭ     | ᑮ      | ki     |  | ᑯ     | ᑰ      | ku     |  | ᑲ     | ᑳ      | ka    |  | ᒃ     | k      |
| ᒉ     | gai    |  | ᒋ     | ᒌ      | gi     |  | ᒍ     | ᒎ      | gu     |  | ᒐ     | ᒑ      | ga    |  | ᒡ     | g      |
| ᒣ     | mai    |  | ᒥ     | ᒦ      | mi     |  | ᒧ     | ᒨ      | mu     |  | ᒪ     | ᒫ      | ma    |  | ᒻ     | m      |
| ᓀ     | nai    |  | ᓂ     | ᓃ      | ni     |  | ᓄ     | ᓅ      | nu     |  | ᓇ     | ᓈ      | na    |  | ᓐ     | n      |
| ᓭ     | sai    |  | ᓯ     | ᓰ      | si     |  | ᓱ     | ᓲ      | su     |  | ᓴ     | ᓵ      | sa    |  | ᔅ     | s      |
| ᓓ     | lai    |  | ᓕ     | ᓖ      | li     |  | ᓗ     | ᓘ      | lu     |  | ᓚ     | ᓛ      | la    |  | ᓪ     | l      |
| ᔦ     | jai    |  | ᔨ     | ᔩ      | ji     |  | ᔪ     | ᔫ      | ju     |  | ᔭ     | ᔮ      | ja    |  | ᔾ     | j      |
| ᕓ     | vai    |  | ᕕ     | ᕖ      | vi     |  | ᕗ     | ᕘ      | vu     |  | ᕙ     | ᕚ      | va    |  | ᕝ     | v      |
| ᕃ     | rai    |  | ᕆ     | ᕇ      | ri     |  | ᕈ     | ᕉ      | ru     |  | ᕋ     | ᕌ      | ra    |  | ᕐ     | r      |
| ᙯ     | qai    |  | ᕿ     | ᖀ      | qi     |  | ᖁ     | ᖂ      | qu     |  | ᖃ     | ᖄ      | qa    |  | ᖅ     | q      |
| ᙰ     | ngai   |  | ᖏ     | ᖐ      | ngi    |  | ᖑ     | ᖒ      | ngu    |  | ᖓ     | ᖔ      | nga   |  | ᖕ     | ng     |
|       |        |  | ᙱ     | ᙲ      | nngi   |  | ᙳ     | ᙴ      | nngu   |  | ᙵ     | ᙶ      | nnga  |  | ᖖ     | nng    |
|       |        |  | ᖠ     | ᖡ      | łi     |  | ᖢ     | ᖣ      | łu     |  | ᖤ     | ᖥ      | ła    |  | ᖦ     | ł      |